# Bajt Jaszut
Bajt Jaszut (arab. بيت ياشوط) – miasto w Syrii, w muhafazie Latakia. W 2004 roku liczyło 6115 mieszkańców.